# Google Labs
Google Labs je webová stránka, na níž Google demonstruje nové projekty, které ještě nejsou plně funkční. Slouží jako testovací půda pro nové projekty ve stádiu vývoje. Tímto způsobem Google získává zpětnou vazbu pro produkty před vydáním konečné verze. Některé projekty Googlu jako Gmail a Google Calendar se neobjevily na stránce Google Labs a na jejich testování byla zapotřebí pozvánka.

## Současné projekty
- Picasa pro Mac OS
- Picasa pro Linux
- Google Moderator
- In Quotes
- Google Audio Indexing
- Google Talk, Labs Edition
- Experimental Search
- Google Code Search
- Accessible Search
- Google rozšíření pro Firefox
- Google Trends
- Google Mars
- Google Page Creator
- Google Dashboard Widgets pro Mac OS
- Product Search for Mobile (US)
- Product Search for Mobile (UK)
- Google Sets